# Gustavia speciosa
Gustavia speciosa là một loài thực vật có hoa trong họ Lecythidaceae. Loài này được (Kunth) DC. mô tả khoa học đầu tiên năm 1828.